# Damarètion

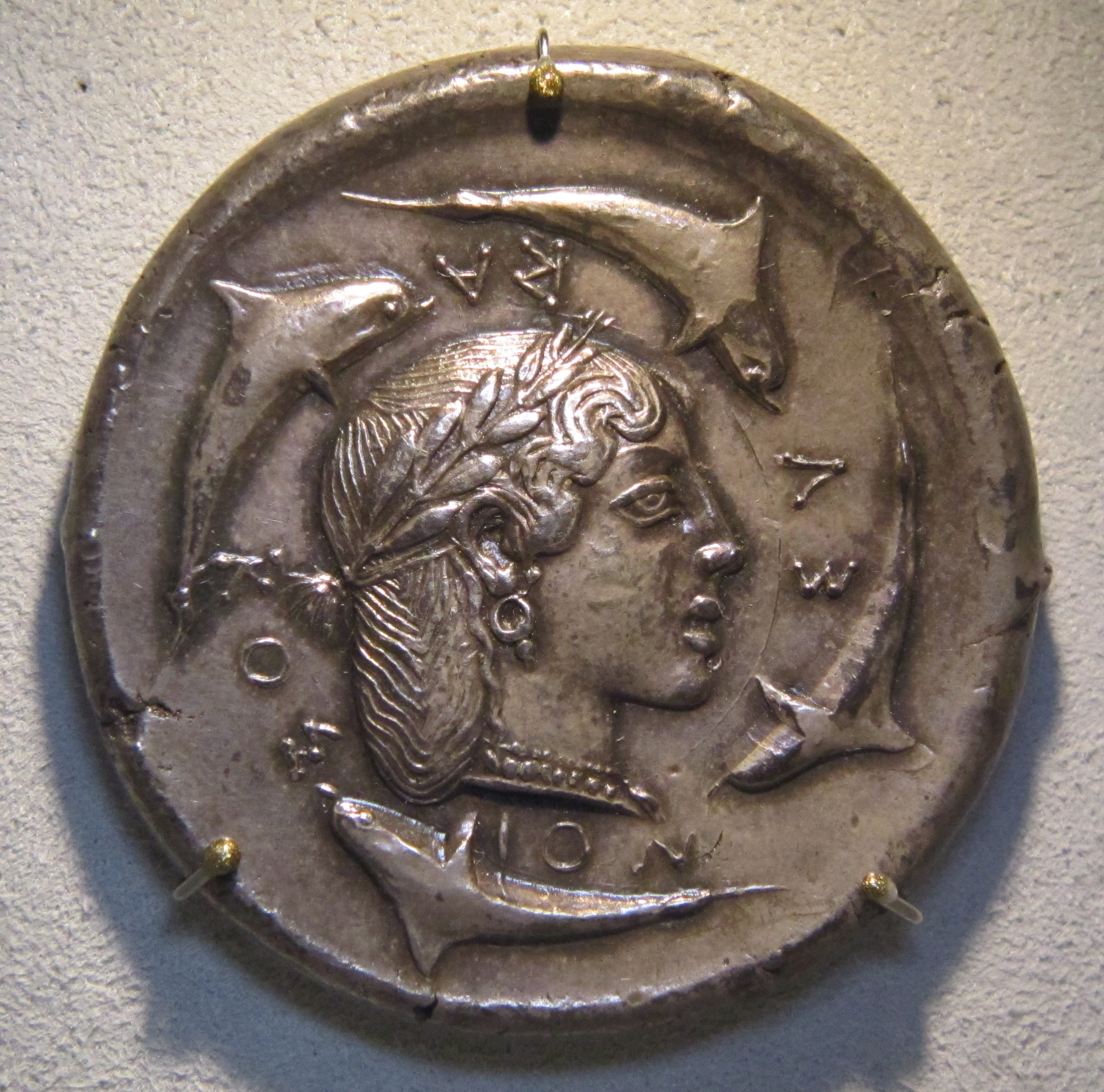
Münzkabinett de Berlín

Damarètion (en grec antic Δαμαρέτειον νόμισμα) era un moneda de la ciutat de Siracusa, sobre la qual se'n discuteixen els orígens.
Diodor de Sicília diu que la va establir Geló I després de la seva victòria sobre els cartaginesos a Hímera l'any 480 aC. La seva dona Demareta va influir per garantir uns termes moderats en el tractat de pau i els cartaginesos en agraïment li van regalar una corona d'or de 100 talents. D'aquest or en van treure monedes a les que van anomenar damarètion, en honor de Demareta. Cada moneda valia 10 dracmes àtics o 50 litres sicilianes. Altres autors modifiquen la història i diuen que la moneda va ser feta amb les joies de Demareta i les seves dames. Les monedes conservades tenen una mida i perfecció inusual, i semblen fetes per commemorar algun esdeveniment especial.